# 入札談合等関与行為の排除及び防止並びに職員による入札等の公正を害すべき行為の処罰に関する法律
入札談合等関与行為の排除及び防止並びに職員による入札等の公正を害すべき行為の処罰に関する法律（にゅうさつだんごうとうかんよこういのはいじょおよびぼうしならびにしょくいんによるにゅうさつとうのこうせいをがいすべきこういのしょばつにかんするほうりつ、平成14年法律第101号）は、公務員が関与する入札談合（官製談合）の再発の防止に関する日本の法律である。改正前の旧称は、入札談合等関与行為の排除及び防止に関する法律。略称は、入札談合等関与行為防止法。官製談合防止法とも通称される。
2002年（平成14年）7月31日に公布された。

## 法律の趣旨
- 公正取引委員会による各省各庁の長等に対する入札談合等関与行為を排除するために必要な改善措置の要求、入札談合等関与行為を行った職員に対する損害賠償の請求、当該職員に係る懲戒事由の調査、関係行政機関の連携協力等入札談合等関与行為を排除し、及び防止するための措置について定めるとともに、職員による入札等の公正を害すべき行為についての罰則を定める。
- 同法による入札談合等関与行為の定義は次のとおり（第2条5項）[1]。

1. 談合の明示的な指示
2. 受注に関する意向の表明
3. 発注に係る秘密情報の漏洩
4. 特定の入札談合の幇助

- 同法適用の対象となる契約は次のとおり[2]。

1. 一般競争入札による契約
2. 指名競争入札による契約
3. 随意契約のうち、複数の事業者を指名して見積を徴収し、当該見積で示された金額だけを比較して契約を決定する形態のもの（指名見積り合わせ）。

## 罰則
- 国の職員が、その所属する機関が行う契約の締結に関し、次のような方法で入札等の公正を害すべき行為を行ったときは、5年以下の拘禁刑又は250万円以下の罰金（第8条）。
  - 事業者その他の者に談合を唆すこと
  - 事業者その他の者に予定価格その他の入札等に関する秘密を教示すること
  - その他の方法

## 沿革
- 公正取引委員会が2000年に処分を行った北海道上川支庁発注の農業土木事業談合事件が契機となり、2002年7月、民主党議員ら、自民党議員らの双方が 議員立法として法案を提出し、同月に成立[3]。
- 2003年1月6日、施行。
- 2006年12月、同年に福島県・和歌山県・宮崎県の各知事の談合事件が司法当局から摘発され、 第165回臨時国会が開催され、民主党議員ら、自由民主党議員らの双方が法案を提出し、改正法が成立した[4]。関与職員の罰則規定の新設や適用行為の拡大がなされた。
- 2007年3月14日、改正法施行。

## 官製談合として注目された事件
- 岩見沢官製談合事件：公正取引委員会が2002年5月に立ち入り検査をした事件。翌2003年1月、公取委の勧告と審決が行われると同時に、発注者の岩見沢市長は同法の規定に基づき改善措置を要求された。[5]
- 橋梁談合事件 ：2005年、日本道路公団の現職の副総裁や元理事らが逮捕。
- 緑資源機構談合事件 ：2007年、緑資源機構元理事が独占禁止法違反（不当な取引制限）で逮捕。
- 社会保険庁OB官製談合事件 ：2010年、日本年金機構職員を含む2名が同法違反で逮捕。
- 東京都発注の豊洲新市場予定地における土壌汚染等実験において、2011年、清水・鹿島・大成・大林の土木大手4社が、都建設局を通じ入札の仕組みを都中央卸売市場幹部と共謀し、4社の息のかかった土木コンサルに落札されるよう仕組んだ件。
- 国循官製談合事件 ：2014年、国立循環器病研究センターの元情報統括部長らが同法違反などで逮捕。